# Cuticula (planten)

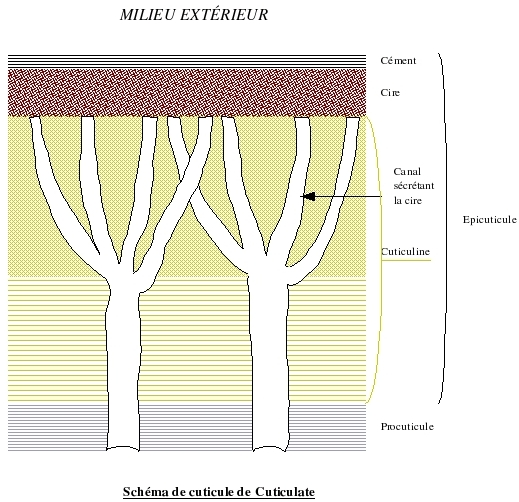
Schema dwarsdoorsnede van een cuticula

Een cuticula bij planten is een vettig laagje was boven op de epidermis, dat deze beschermt tegen uitdrogen. De cuticula wordt door de epidermiscellen geproduceerd. De cuticula bestaat meestal uit cutine en wasachtige stoffen. De cuticula is bedekt met cuticulaire en epicuticulaire wasachtige stoffen; een mengsel van hydrofobe stoffen bestaande uit C26- tot C36-alifatische mengsels.
Een cuticula van landplanten (embryofyten) komt voor bij de verschillende onderdelen van de (diploïde) sporofyt, bijvoorbeeld bij stengels en bij bladeren. In droge gebieden is bij planten de cuticula van het blad dikker dan in vochtigere gebieden. Ook bij mossen komt een cuticula voor bij het sporenkapsel.
De cuticula ontbreekt bij (haploïde) gametofyten, zoals bij mossen en bij de voorkiem van varens, waardoor deze planten meer gebonden zijn aan vochtige standplaatsen.